# Дуань Їн'їн
Дуань Їн'їн (кит.: 段莹莹, 3 липня 1989) — китайська тенісистка. 
Свою першу перемогу в турнірах WTA-туру Дуань здобула на Jiangxi International Women's Tennis Open 2016 року.
Дуань виборола срібну медаль на Азійських іграх 2014 року. 

## Значні фінали

### Фінали турнірів Великого шолома

#### Пари: 1 фінал
| Результат | Рік  | Турнір      | Поверхня | Партнерка   | Супротивниці                    | Рахунок  |
| --------- | ---- | ----------- | -------- | ----------- | ------------------------------- | -------- |
| Поразка   | 2019 | French Open | Ґрунт    | Чжен Сайсай | Тімеа Бабош Крістіна Младенович | 2–6, 3–6 |

### Прем'єрні обов'язкові та з чільних п'яти

#### Пари: 1 титул
| Результат | Рік  | Турнір     | Поверхня | Партнерка            | Супротивниці                  | Рахунок       |
| --------- | ---- | ---------- | -------- | -------------------- | ----------------------------- | ------------- |
| Перемога  | 2019 | Wuhan Open | Хард     | Вероніка Кудерметова | Елісе Мертенс Орина Соболенко | 7–6(7–3), 6–2 |

### WTA Elite Trophy

#### Пари: 2 (1 титул)
| Результат | Рік  | Турнір                | Поверхня    | Партнерка    | Супротивниці                  | Рахунок  |
| --------- | ---- | --------------------- | ----------- | ------------ | ----------------------------- | -------- |
| Перемога  | 2017 | WTA Elite Trophy, КНР | Хард (зала) | Хань Сіньюнь | Чжан Шуай Люй Цзінцзін        | 6–2, 6–1 |
| Поразка   | 2019 | WTA Elite Trophy, КНР | Хард (зала) | Ян Чжаосюань | Людмила Кіченок Андрея Клепач | 3–6, 3–6 |

## Фінали турнірів WTA

### Одиночний розряд: 1 титул
| Результат | В-П | Дата     | Турнір              | Категорія   | Поверхня | Супротивниця | Рахунок       |
| --------- | --- | -------- | ------------------- | ----------- | -------- | ------------ | ------------- |
| Перемога  | 1–0 | Сер 2016 | Jiangxi Open, China | Міжнародний | Хард     | Ваня Кінґ    | 1–6, 6–4, 6–2 |

### Пари: 8 (3 титули)
| Результат | В-П | Дата     | Турнір                                | Категорія       | Поверхня    | Партнерка            | Супротивниці                          | Рахунок          |
| --------- | --- | -------- | ------------------------------------- | --------------- | ----------- | -------------------- | ------------------------------------- | ---------------- |
| Перемога  | 1–0 | Лис 2017 | WTA Elite Trophy, КНР                 | Elite Trophy    | Хард (зала) | Хань Сіньюнь         | Люй Цзінцзін Чжан Шуай                | 6–2, 6–1         |
| Перемога  | 2–0 | Лют 2018 | Taiwan Open, Тайвань                  | Міжнародний     | Хард (зала) | Ван Яфань            | Нао Хібіно Оксана Калашнікова         | 7–6(4), 7–6(5)   |
| Поразка   | 2–1 | Січ 2019 | Shenzhen Open, КНР                    | Міжнародний     | Хард        | Рената Ворачова      | Пен Шуай Ян Чжаосюань                 | 4–6, 3–6         |
| Поразка   | 2–2 | Тра 2019 | Internationaux de Strasbourg, Франція | Міжнародний     | Ґрунт       | Хань Сіньюнь         | Дарія Гаврилова Еллен Перес           | 4–6, 3–6         |
| Поразка   | 2–3 | Чер 2019 | French Open, Франція                  | Грендслем       | Ґрунт       | Чжен Сайсай          | Тімеа Бабош Крістіна Младенович       | 2–6, 3–6         |
| Перемога  | 3–3 | Вер 2019 | Wuhan Open, КНР                       | З чільних п'яти | Хард        | Вероніка Кудерметова | Елісе Мертенс Орина Соболенко         | 7–6(7–3), 6–2    |
| Поразка   | 3–4 | Жов 2019 | WTA Elite Trophy, КНР                 | Elite Trophy    | Хард (зала) | Ян Чжаосюань         | Людмила Кіченок Андрея Клепач         | 3–6, 3–6         |
| Поразка   | 3–5 | Січ 2020 | Shenzhen Open, КНР                    | Міжнародний     | Хард        | Чжен Сайсай          | Барбора Крейчикова Катержина Сінякова | 2–6, 6–3, [4–10] |

## Зовнішні посилання
- Досьє на сайті WTA [Архівовано 14 серпня 2016 у Wayback Machine.]

| Тенісист | Це незавершена стаття про тенісиста чи тенісистку. Ви можете допомогти проєкту, виправивши або дописавши її. |